# Conill aquàtic
El conill aquàtic (Sylvilagus aquaticus) és un conill gran que viu als aiguamolls i pantans del sud dels Estats Units. S'assembla als altres conills Sylvilagus, tot i que és un dels membres més grans del gènere. Sol ser marró, amb la part inferior de la seva cua curta de color blanc. Els adults d'aquesta espècie pesen entre 1,5 i 2,7 kg, tant els mascles com les femelles. En els conills és inusual que la femella pesi tant com el mascle.